# Euplexaura capensis
Euplexaura capensis är en korallart som beskrevs av Addison Emery Verrill 1870. Euplexaura capensis ingår i släktet Euplexaura och familjen Plexauridae. Inga underarter finns listade i Catalogue of Life.